# Detarioideae

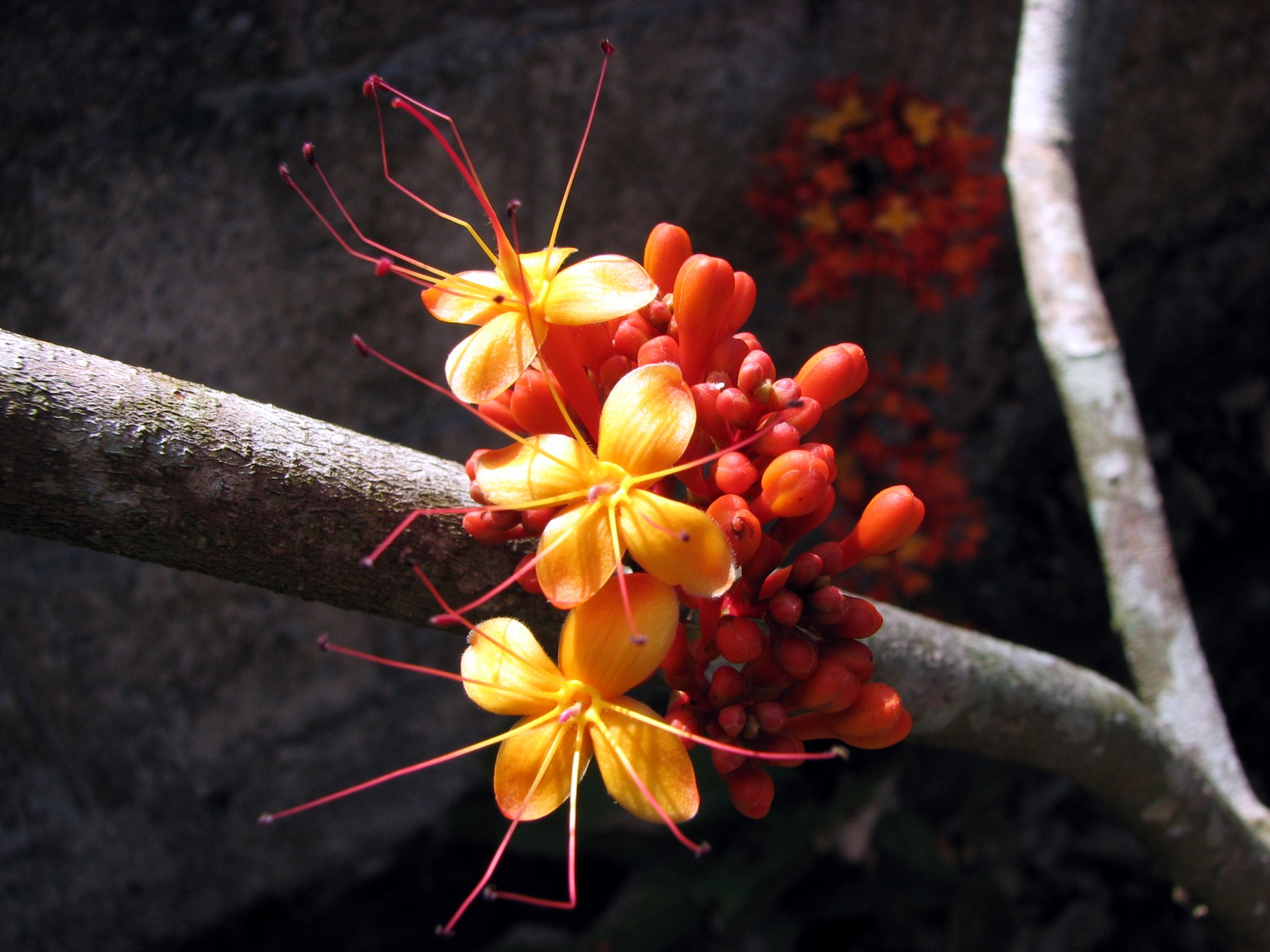
Saraca asoca

Detarioideae – podrodzina roślin (dawniej też w randze plemienia Detarieae klasyfikowanego do podrodziny brezylkowych Caesalpinioideae) z rodziny bobowatych (Fabaceae). 
Należy tu ok. 70–84 rodzajów z ok. 760–990 gatunkami. Rośliny te występują na różnych kontynentach w strefie międzyzwrotnikowej, przy czym centrum ich zróżnicowania stanowi Afryka. 
Szereg gatunków wydziela szybko schnącą żywicę zwaną kopal. Tamaryndowiec indyjski uprawiany jest jako drzewo owocowe.

## Morfologia

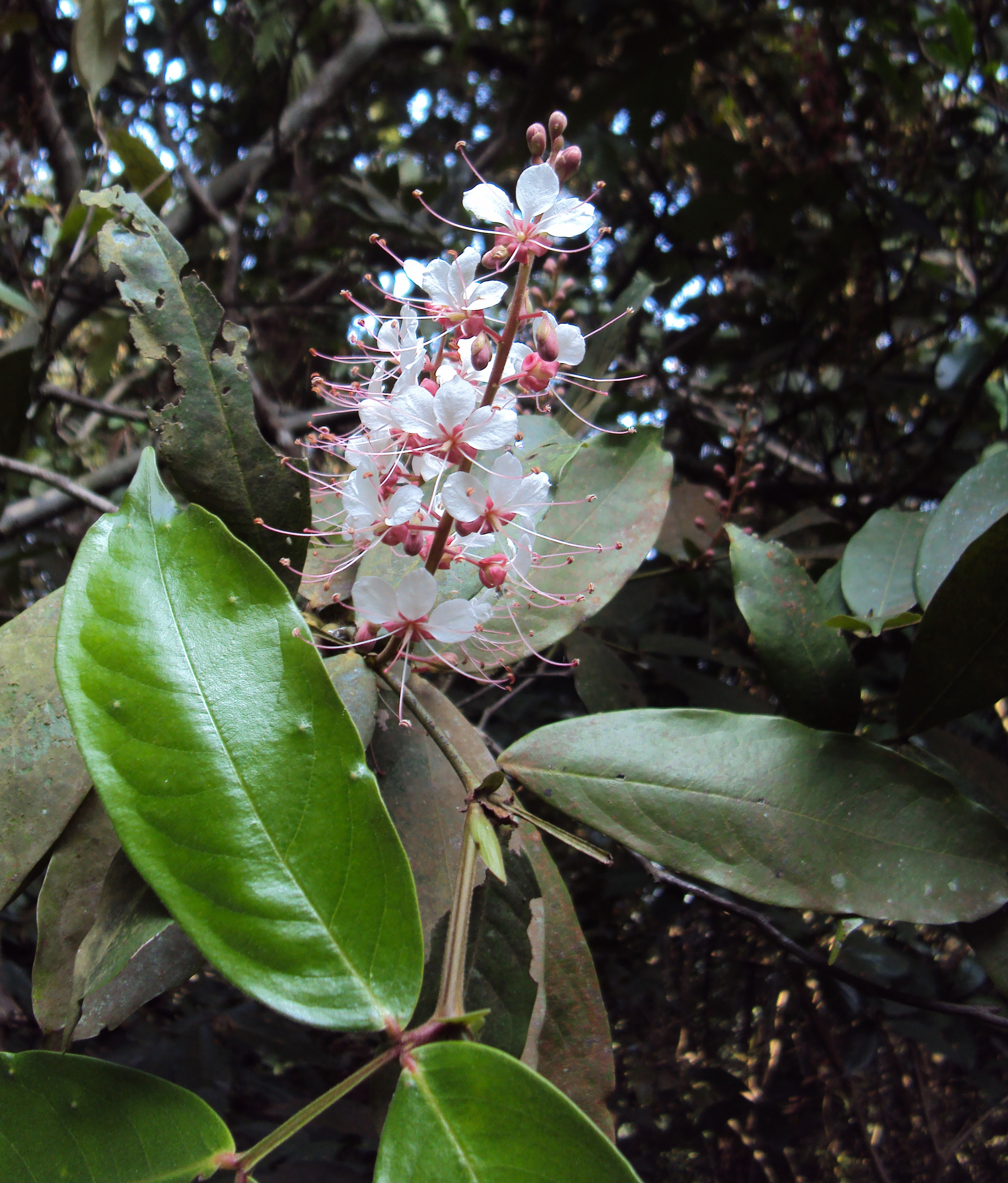
Humboldtia brunonis

PokrójDrzewa i krzewy, rzadko półkrzewy (rodzaj Cryptosepalum).
LiścieLiście parzysto pierzasto złożone, rzadko liście pojedyncze (liście złożone zredukowane do jednego listka), brak liści złożonych z dwóch listków. Listki naprzeciw- lub naprzemianległe. Często po spodniej stronie listków i osi liścia znajdują się pozakwiatowe miodniki. Przylistki wyrastają na łodydze między ogonkami liści, są wolne połączone włoskami lub zrośnięte u nasady lub w całości.
KwiatyZebrane w grona lub wiechy. Wsparte są drobnymi lub większymi, czasem bardzo okazałymi przysadkami. Kwiaty zwykle tylko obupłciowe (czasem obecne są także kwiaty męskie), mniej lub bardziej grzbieciste. Kielich zwykle z 4 lub 5 działek. Mają często zróżnicowane pod względem wielkości płatki korony i różną ich liczbę (od 0 do 5, rzadko do 7). Zmienna z powodu redukcji lub zwielokrotnienia jest liczba pręcików, przy czym najczęściej jest ich 10. Nitki pręcików są wolne lub częściowo zrośnięte. Zalążnia z jednego owocolistka z jednym lub wieloma zalążkami. Szyjka słupka wolna lub przylega do dna hypancjum.
OwoceZwykle drewniejące i pękające strąki, rzadziej niepękające, w typie skrzydlaków. Nasiona wielu rodzajów mają jaskrawą osnówkę (przystosowanie do ornitochorii).

## Systematyka
Pozycja systematyczna

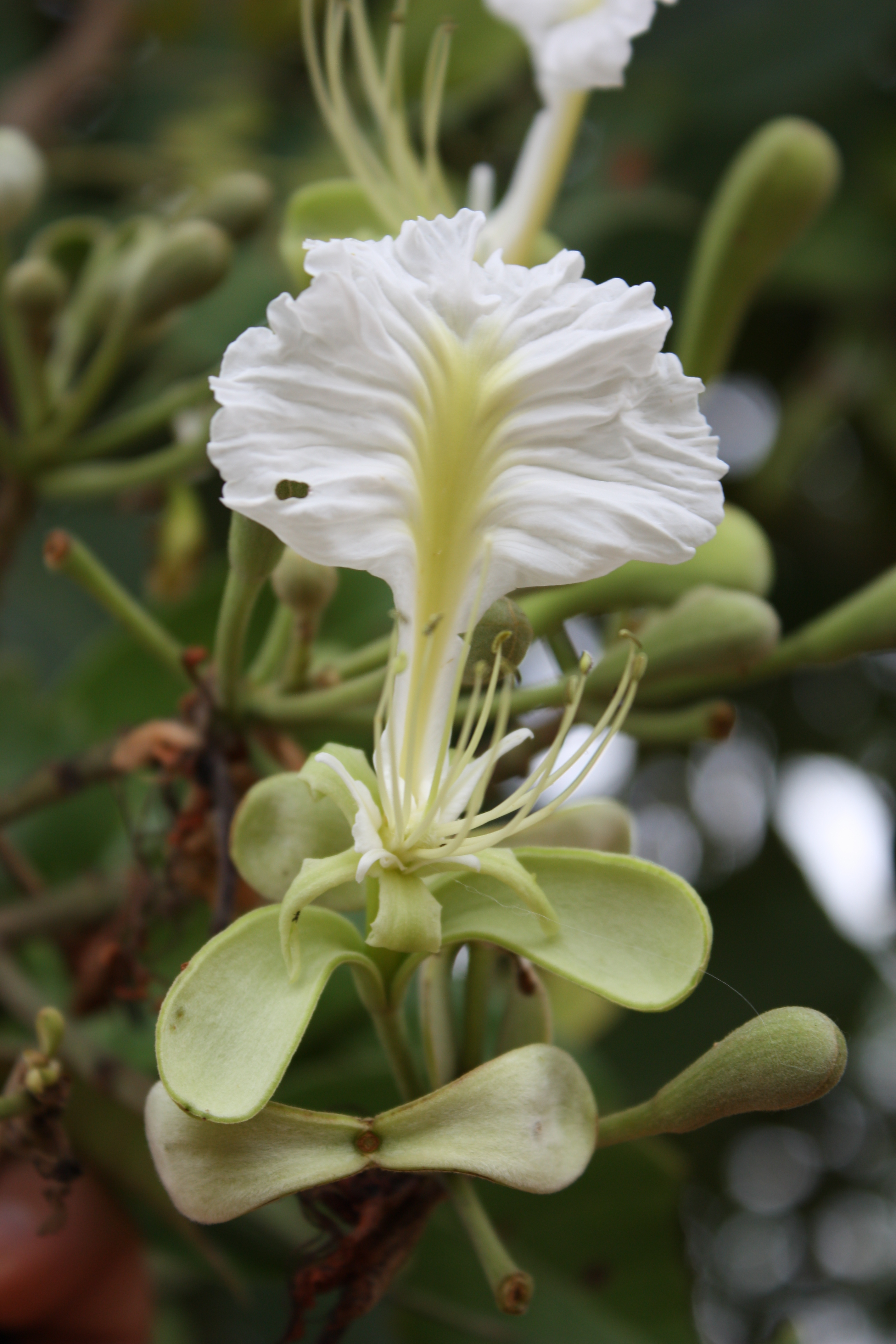
Berlinia grandiflora

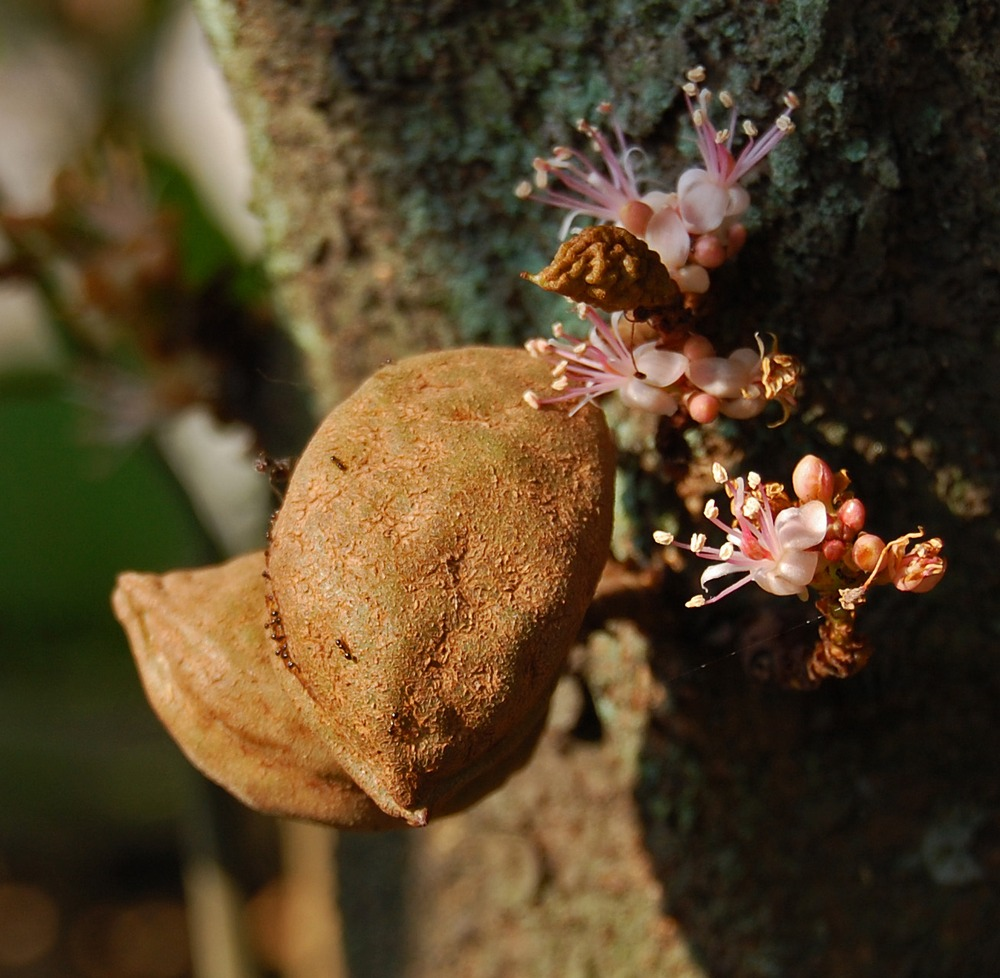
Cynomometra cauliflora

Podrodzina zajmuje pozycję bazalną wspólnie z siostrzaną podrodziną Cercidoideae w obrębie rodziny bobowatych. 
|  | Detarioideae |
|  |              |
|  | Cercidoideae |
|  |              |

|  | Dialioideae                                                                                     |
|  |                                                                                                 |
|  | \| \| Faboideae – bobowate właściwe \| \| \| \| \| \| Caesalpinioideae – brezylkowe \| \| \| \| |
|  |                                                                                                 |
|  | Faboideae – bobowate właściwe                                                                   |
|  |                                                                                                 |
|  | Caesalpinioideae – brezylkowe                                                                   |
|  |                                                                                                 |

|  | Faboideae – bobowate właściwe |
|  |                               |
|  | Caesalpinioideae – brezylkowe |
|  |                               |

|  | Dialioideae                                                                                     |
|  |                                                                                                 |
|  | \| \| Faboideae – bobowate właściwe \| \| \| \| \| \| Caesalpinioideae – brezylkowe \| \| \| \| |
|  |                                                                                                 |
|  | Faboideae – bobowate właściwe                                                                   |
|  |                                                                                                 |
|  | Caesalpinioideae – brezylkowe                                                                   |
|  |                                                                                                 |

|  | Faboideae – bobowate właściwe |
|  |                               |
|  | Caesalpinioideae – brezylkowe |
|  |                               |

|  | Detarioideae |
|  |              |
|  | Cercidoideae |
|  |              |

|  | Dialioideae                                                                                     |
|  |                                                                                                 |
|  | \| \| Faboideae – bobowate właściwe \| \| \| \| \| \| Caesalpinioideae – brezylkowe \| \| \| \| |
|  |                                                                                                 |
|  | Faboideae – bobowate właściwe                                                                   |
|  |                                                                                                 |
|  | Caesalpinioideae – brezylkowe                                                                   |
|  |                                                                                                 |

|  | Faboideae – bobowate właściwe |
|  |                               |
|  | Caesalpinioideae – brezylkowe |
|  |                               |

|  | Dialioideae                                                                                     |
|  |                                                                                                 |
|  | \| \| Faboideae – bobowate właściwe \| \| \| \| \| \| Caesalpinioideae – brezylkowe \| \| \| \| |
|  |                                                                                                 |
|  | Faboideae – bobowate właściwe                                                                   |
|  |                                                                                                 |
|  | Caesalpinioideae – brezylkowe                                                                   |
|  |                                                                                                 |

|  | Faboideae – bobowate właściwe |
|  |                               |
|  | Caesalpinioideae – brezylkowe |
|  |                               |

Podział podrodziny
W obrębie plemienia Detarieae wyróżniane były dwie grupy (czasem ujmowane w randze dwóch plemion) – Detarieae sensu stricto i klad Amherstieae. Wyróżniane one były na podstawie różnic w sposobie wykształcania łusek okrywających pąki. Na początku XXI wieku z grupy Detarieae s.s. wyłączony został klad z rodzajami Prioria i Oxystigma stawiany w politomii z dwiema głównymi grupami w obrębie tej grupy. Angiosperm Phylogeny Website przedstawia podział na 6 plemion w obrębie podrodziny: Afzelieae, Amherstieae, Barnebydendreae, Detarieae, Saraceae i Schotieae w następującej relacji:
|  | Detarieae                                                     |
|  |                                                               |
|  | \| \| Schotieae \| \| \| \| \| \| Barnebydendreae \| \| \| \| |
|  |                                                               |
|  | Schotieae                                                     |
|  |                                                               |
|  | Barnebydendreae                                               |
|  |                                                               |

|  | Schotieae       |
|  |                 |
|  | Barnebydendreae |
|  |                 |

|  | Saraceae                                                  |
|  |                                                           |
|  | \| \| Afzelieae \| \| \| \| \| \| Amherstieae \| \| \| \| |
|  |                                                           |
|  | Afzelieae                                                 |
|  |                                                           |
|  | Amherstieae                                               |
|  |                                                           |

|  | Afzelieae   |
|  |             |
|  | Amherstieae |
|  |             |

|  | Detarieae                                                     |
|  |                                                               |
|  | \| \| Schotieae \| \| \| \| \| \| Barnebydendreae \| \| \| \| |
|  |                                                               |
|  | Schotieae                                                     |
|  |                                                               |
|  | Barnebydendreae                                               |
|  |                                                               |

|  | Schotieae       |
|  |                 |
|  | Barnebydendreae |
|  |                 |

|  | Saraceae                                                  |
|  |                                                           |
|  | \| \| Afzelieae \| \| \| \| \| \| Amherstieae \| \| \| \| |
|  |                                                           |
|  | Afzelieae                                                 |
|  |                                                           |
|  | Amherstieae                                               |
|  |                                                           |

|  | Afzelieae   |
|  |             |
|  | Amherstieae |
|  |             |

Plemię Afzelieae Estrella, L. P. de Queiroz & Bruneau
- Afzelia Smith
- Brodriguesia R. S. Cowan
- Intsia Thouars

Plemię Amherstieae Bentham

- Amherstia Wallich
- Annea Mackinder & Wieringa
- Anthonotha P. Beauvois
- Aphanocalyx Oliver
- Berlinia J. D. Hooker
- Bikinia Wieringa
- Brachycylix (Harms) R. S. Cowan
- Brachystegia Bentham
- Brownea Jacquin
- Browneopsis Huber
- Crudia Schreber
- Cryptosepalum Bentham
- Cynometra L.
- Dicymbe Bentham
- Didelotia Baillon
- Ecuadendron D. A. Neill
- Elizabetha Bentham
- Englerodendron Harms
- Gabonius Wieringa & Mackinder
- Gilbertiodendron J. Léonard
- Heterostemon Desfontaines
- Humboldtia J. Vahl
- Hymenostegia (Bentham) Harms
- Icuria Wieringa
- Isoberlinia Craib & Holland
- Julbernardia Pellegrin
- Lebruniodendron J. Léonard
- Leonardoxa Aubréville
- Librevillea Hoyle
- Loesenera Harms
- Macrolobium Schreb.
- Michelsonia Hauman
- Mickelthwaitia G. P. Lewis & Scrire
- Microberlinia A. Chevalier
- Neochevalierodendron J. Léonard
- Normandiodendron J. Léonard
- Oddoniodendron de Wildeman
- Paloue Aublet
- Paloveopsis R. S. Cowan
- Paramacrolobium J. Léonard
- Plagiosiphon Harms
- Polystemonanthus Harms
- Scorodophloeus Harms
- Talbotiella Baker f.
- Tamarindus L.  – tamaryndowiec
- Tetraberlinia (Harms) Hauman
- Zenkerella Taubert

Plemię Barnebydendreae Estrella, L. P. de Queiroz & Bruneau
- Barnebydendron Kirkbride
- Goniorrhachis Taubert

Plemię Detarieae de Candolle

- Augouardia Pellegrin
- Baikiaea Bentham
- Brandzeia Baillon
- Colophospermum J. Léonard
- Copaifera L.  – kopaiwa
- Daniellia Bennenden
- Detarium de Jussieu
- Eperua Aublet
- Eurypetalum Harms
- Gilletiodendron Vermoesen
- Guibourtia Bennenden
- Hardwickia Roxburgh
- Hylodendron Taubert
- Hymenaea L.
- Neoapaloxylon Rauschert
- Peltogyne Vogel
- Prioria Grisebach
- Sindora Miquel
- Sindoropsis J. Léonard
- Stemonocoleus Harms
- Tessmannia Harms

Plemię Saraceae Estrella, L. P. de Queiroz & Bruneau
- Endertia Steenis & de Wit
- Leucostegane Prain
- Lysidice Hance
- Saraca L.  – saraka

Plemię Schotieae Estrella, L. P. de Queiroz & Bruneau
- Schotia Jacquin  – schocja[9]